# Dina Garipova
Dina Faghimovna Garipova (în rusă: Дина Фагимовна Гарипова, n. 25 martie 1991) este o cântăreață rusă. În 2012 a participat la varianta rusească a The Voice, câștigând concursul. Apoi a fost abordată de televiziunea națională rusă pentru a participa la Concursul Muzical Eurovision 2013 din Suedia. Piesa cu care a intrat în concurs se numește What If.

## Viața și activitatea
Dina s-a născut în 1991 în Zelenodolsk, Tatarstan, Rusia, într-o familie de fizicieni. La vârsta de șase ani studia canto la „Zolotoi mikrofon”, cu Elena Antonova ca mentor vocal.
Este musulmană sunită, de etnie tătară.

## Discografie

### Albume de studio
| Titlu                                 | Detalii                                                                              |
| ------------------------------------- | ------------------------------------------------------------------------------------ |
| Два шага до любви (Two Steps to Love) | - Lansat: 28 Oct 2014 - Label: Universal Music Russia - Format: CD, digital download |

### Single-uri
| An   | Titlu     | Poziții în topuri | Poziții în topuri | Poziții în topuri | Poziții în topuri | Album             |
| An   | Titlu     | GER               | NL                | SWI               | UK                | Album             |
| ---- | --------- | ----------------- | ----------------- | ----------------- | ----------------- | ----------------- |
| 2013 | "What If" | 78                | 51                | 75                | 161               | Два шага до любви |